# محطة مترو أكالا
أكالا هي محطة في مترو ستوكهولم في منطقة أكالا في ستوكهولم. تم افتتاح المحطة في 5 يونيو 1977 كمحطة شمالية لتمديد الخط الأزرق من هالونبيرجن. هذه هي المحطة الأخيرة على الخط 11 من الخط الأزرق.
كجزء من مشروع الفن في مترو ستوكهولم تحتوي المحطة على مغارة ملونة باللون الأصفر. يشتمل العمل على صور خزفية توضح المثل العليا والحياة اليومية وأوقات الفراغ والعمل لجميع الناس والتي رسمتها بيرجيت ستول-نيبرغ في عام 1977.

## معرض الصور

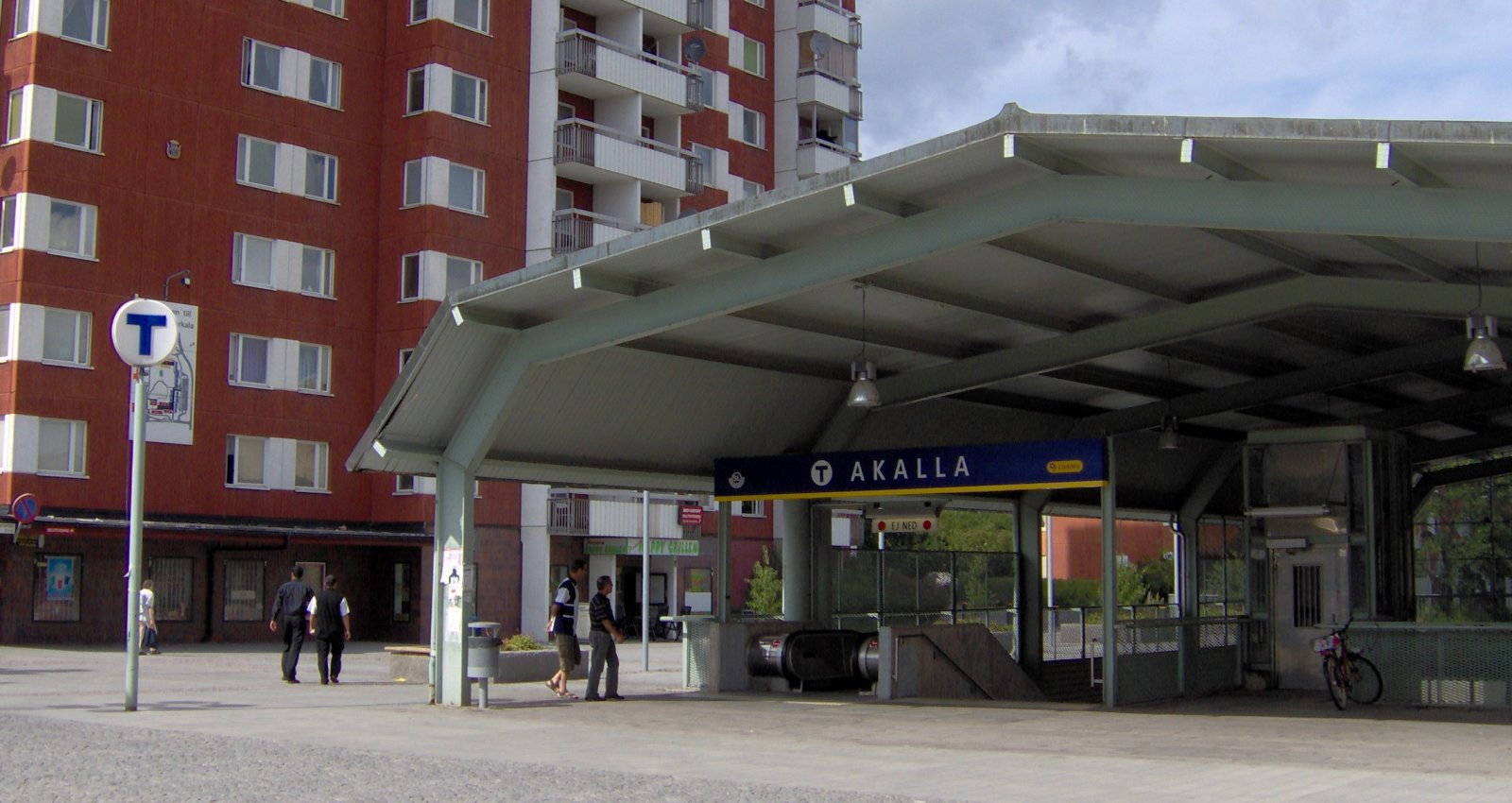
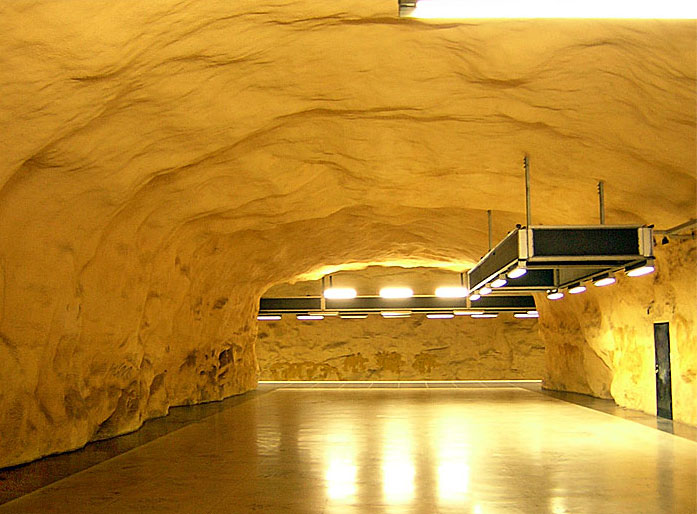
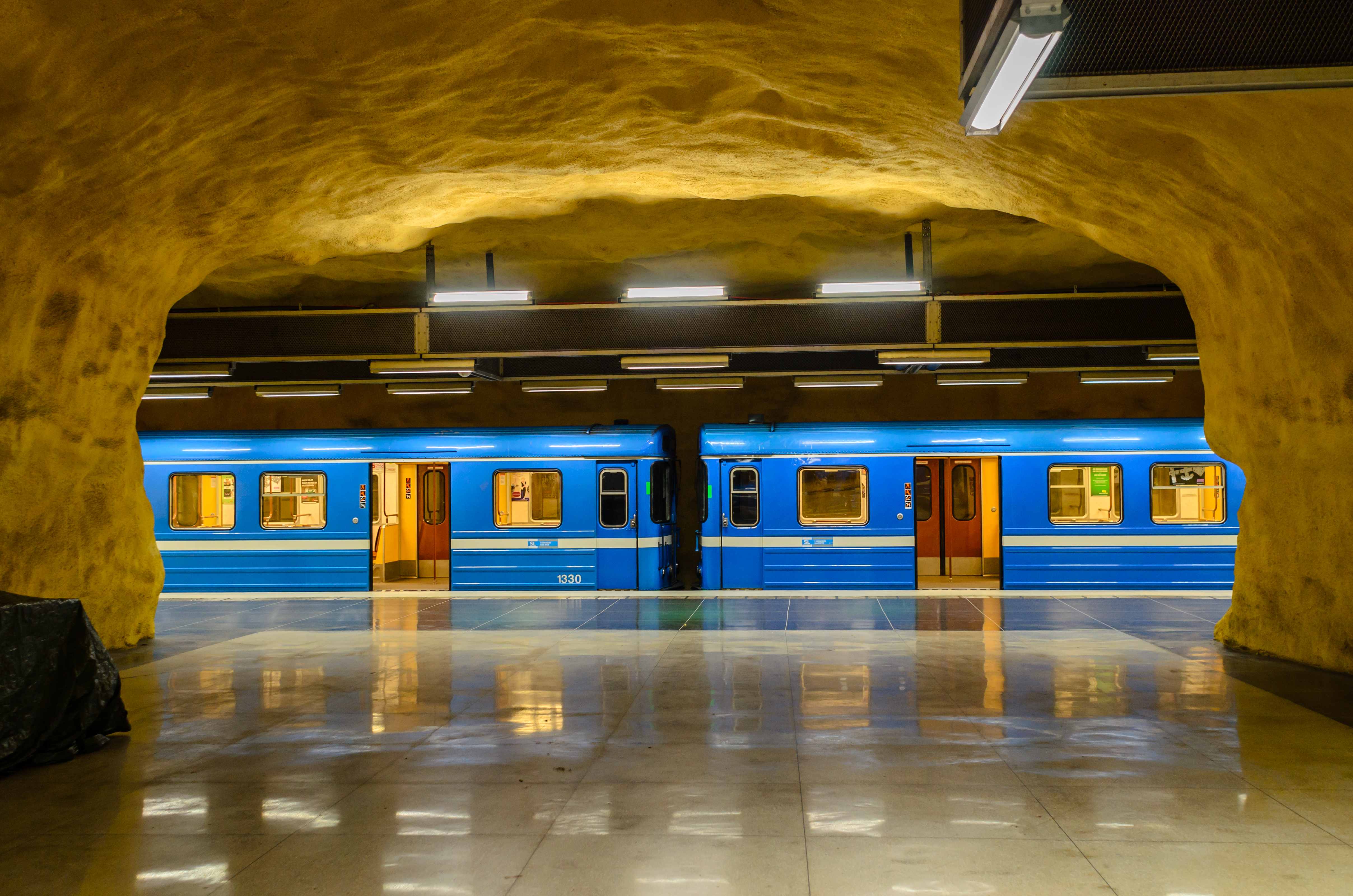